# フランソワの壷

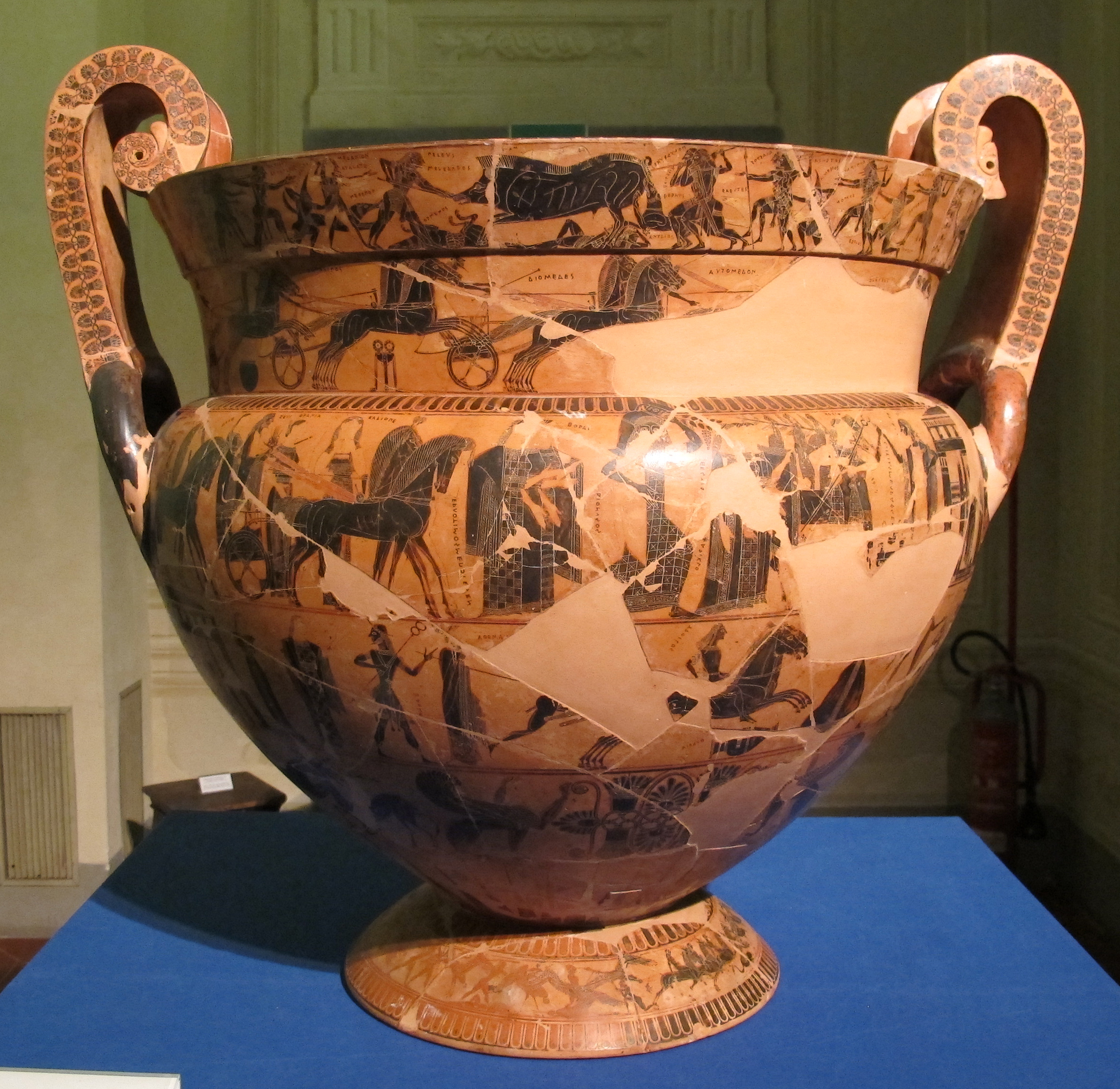
フランソワの壷（フィレンツェ考古学博物館）

フランソワの壷（François Vase）は、古代ギリシアの陶芸史上の画期をなした黒絵式の装飾が施された高さ66cmの大型渦巻型クラテールである。紀元前570年から560年ごろのものとされ、1844年、キウージ近郊フォンテ・ロテッラのネクロポリスにあるエトルリア人の墳墓から出土したもので、発見者アレッサンドロ・フランソワの名をとって「フランソワの壷」と呼ばれている。"Ergotimos mepoiesen" および "Kleitias megraphsen" という銘があり、それぞれ「エルゴティモスが私を作った」および「クレイティアスが私を飾った」という意味である。陶工と絵付師が分業するようになったのは、このころとされている。200を越える像が描かれており、その多くに誰を描いたものか銘が記されていて、様々な神話的主題を描いている。神話を網羅しようという意図があったのかどうかは今も学者らの論争の的である。1900年、博物館の警備員がこの壷が入っていたケースに椅子を投げつけ、壷は638個の破片に割れてしまった。1902年、Pietro Zei が修復を行い、1973年にはかつて行方不明になっていた破片が見つかったことから、再度修復が行われた。

## 壷絵
クラテールの首部分にある最上段の帯状装飾のA面にはカリュドーンの猪狩りが描かれており、メレアグロス、ペーレウス、アタランテーといった英雄が描かれている。その両側にはハスの花と唐草模様で区切られてスフィンクスが描かれている。その反対側（B面）には、竪琴をひくテーセウスに率いられて踊るアテナイの若者たちと、それに相対するように立っているアリアドネーとその乳母が描かれている。
A面の2番目の帯は、アキレウスが取り仕切ったパトロクロスの葬儀での戦車競走を描いたもので、トロイア戦争最後の年のことである。アキレウスは賞品の1つと思われる青銅製三脚台の前に立ち、競走には英雄ディオメーデースとオデュッセウスが参加している。B面に描かれているのはラピテース族とケンタウロスの戦いである。彼らの戦いで最も有名なのはペイリトオスとヒッポダメイアの結婚式で起きたものだが、ここに描かれているのもその場面と見られ、その証拠にラピテース族ではないがペイリトオスと友人で結婚式にも出席していたテーセウスが戦いの中に描かれている。また、同じ場面でラピテース族の英雄カイネウスの死も描いている。
陶器の最も突出した部分にある一番幅の広い帯状装飾は、両面を使ってペーレウスとテティスの結婚式に参列した神々を描いている。行列に描かれている人物像が多いため、この一番長い帯を装飾するのにふさわしい題材である。行列の先頭の先に祭壇とテティスが中で座っている家があり、その間にペーレウスが描かれている。ペーレウスは行列の先頭にいる先生でケンタウロスのケイローンと挨拶しており、ケイローンの背後には伝令神イーリスを初めとして多くの神々が描かれている。
A面の上から4番目の帯状装飾は、アキレウスによるトロイ城門外でのトローイロス待ち伏せ、B面はヘーパイストスのオリュンポスへの帰還を描いている。ヘーパイストスはディオニューソスに導かれたラバに乗っており、その後ろからサテュロスとニンフの一団がついて来ている。
5番目の帯状装飾はハスの花と唐草模様を側面に配してスフィンクスとグリフィンが描かれ、他に牛、豚、馬を襲うヒョウとライオンが描かれている。
土台部分には両面に鶴と戦うピュグマイオイが描かれている。
取っ手にも装飾があり、外側の上の方には "Mistress of Animals"（動物の女主人）と呼ばれる像が描かれ、その下にアキレウスの遺体を運ぶ大アイアースが描かれている。取っ手の内側のクラテールの口より高い部分には生きているゴルゴーン（首だけではない）が描かれている。